# جون ديفنبيكر
جون دايفنبيكر (بالإنجليزية: John Diefenbaker)‏ (مواليد 18 سبتمبر 1895 - 16 أغسطس 1979) هو رئيس وزراء كندا الثالث عشر من 21 يونيو عام 1957 حتى 22 أبريل عام 1963. وهو الزعيم الوحيد للحزب التقدمي المحافظ الذي استطاع تحقيق ثلاثة انتصارات انتخابية في الفترة ما بعد عام 1930 وقبل عام 1979، ولكن لم يتمكن حزبه من الفوز بغالبية المقاعد في مجلس العموم الكندي سوى في دورة واحدة من هذه الدورات الانتخابية الثلاث.
ولد ديفنبيكر عام 1895 في نيوشتات وهي بلدة صغيرة تقع جنوب غربيّ مقاطعة أونتاريو. هاجرت عائلته صوب الغرب إلى ما كان حينها منطقةً تابعة للأقاليم الشمالية الغربية عام 1903، وهي المنطقة التي أصبحت بعد ذلك بفترة وجيزة مقاطعة مستقلة ألا وهي مقاطعة ساسكاتشوان. نشأ ديفنبيكر وترعرع في المقاطعة، وكان مهتماً بالسياسة منذ نعومة أظافره. أصبح ديفنبيكر محامي دفاع جنائي معروف بعد انتهائه من الخدمة العسكرية في القوات المسلحة حيث خدم لمدة قصيرة من الزمن في الجيش خلال الحرب العالمية الأولى. ترشح في عدة دورات انتخابية خلال عشرينيات وثلاثينيات القرن العشرين دون أن يحقق أي نجاح يذكر حتى اُنتخب عضواً في مجلس العموم عام 1940.
ترشح ديفنبيكر عدة مرات لمنصب زعامة الحزب التقدمي المحافظ واستطاع في نهاية المطاف الفوز بالمنصب بعد محاولته الثالثة عام 1956. وتمكن من قيادة الحزب إلى أول نصر انتخابي له منذ سبعة وعشرين سنة في عام 1957. دعا ديفنبيكر بعد مضي عام على ذلك إلى إجراء انتخابات اتحادية مبكرة عام 1958 قاد بها الحزب إلى تحقيق واحد من أكبر انتصاراته على الإطلاق. عيَّن ديفنبيكر في مجلس وزرائه ألين فيركلوف لتصبح أول امرأة تتولى حقيبة وزارية في التاريخ الكندي، كما يعود إليه الفضل في ترشيح جيمس غلادستون ليغدو أول عضو يشغل مقعداً في مجلس الشيوخ من الأمريكيين الأصليين. استطاعت حكومة ديفنبيكر خلال ولايته التي استمرت مدة ستة سنوات إقرار وثيقة الحقوق الكندية عام 1960، ومنح حق التصويت لشعوب الأمم الأولى والإنويت. أمَّا على صعيد السياسة الخارجية فقد ساعد موقف حكومته المناهض لنظام الأبارتايد العنصري على طرد جنوب أفريقيا من رابطة دول الكومنولث، بيد أن تذبذبه حيال استلام صواريخ سي آي إم 10 بومارك النووية من الولايات المتحدة أدى إلى سقوط حكومته. كما يُذكر الدور الذي مارسه ديفنبيكر في إلغاء مشروع أفرو آرو عام 1959.

## نشأته

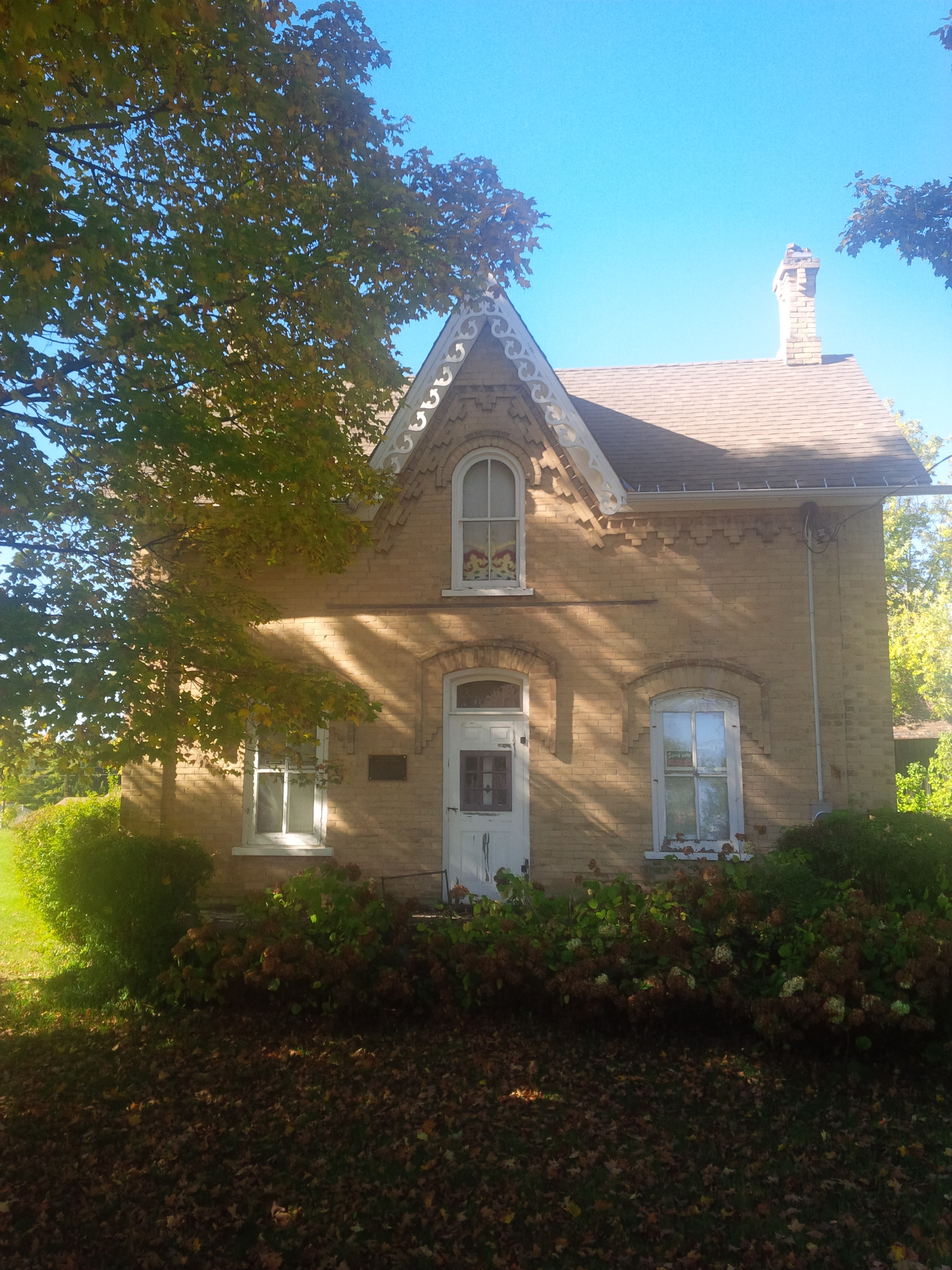
المنزل الذي ولد فيه جون ديفنبيكر

ولد ديفينبيكر في 18 سبتمبر عام 1895 في نيوشتات، أونتاريو لأبيه توماس ديفينبيكر وأمه فلورنس بانرمان. كان والده ابن مهاجرين ألمان من آديرسباخ (بالقرب من سينشيم) في بادن؛ كانت ماري من أصل أسكتلندي وديفينبيكر معمدانيًا. انتقلت العائلة إلى عدة أماكن في أونتاريو خلال سنوات جون الأولى. عمل ويليام ديفينبيكر معلمًا، وكان له اهتمامات متعمقة في التاريخ والسياسة، والتي سعى إلى غرسها في طلابه. حقق نجاحًا باهرًا في القيام بذلك؛ إذ من بين 28 طالبًا في مدرسته قرب تورونتو عام 1903، شغل أربعة منهم، بينهم ابنه جون، منصب نائب محافظ في البرلمان الكندي التاسع عشر بدءًا من عام 1940.
انتقلت عائلة ديفينبيكر إلى الغرب سنة 1903، لقبول ويليام ديفينبيكر منصبًا قرب فورت كارلتون، ثم في المقاطعات الشمالية الغربية (حاليًا في ساسكاتشوان). في عام 1906، حصل ويليام على مساحة 160 فدانًا (0.56 كم مربع) من الأراضي غير المستغلة بالقرب من بوردن، ساسكاتشوان. في شهر فبراير عام 1910، انتقلت عائلة ديفينبيكر إلى ساسكاتون، حيث جامعة ساسكاتشوان. ظن كل من وليم وماري ديفينبيكر أن جون وشقيقه إلمر سيحظيان بفرص تعليمية أكبر في ساسكاتون.
أبدى جون ديفينبيكر اهتمامًا بالسياسة منذ سن مبكرة، وأخبر أمه في سن الثامنة أو التاسعة بأنه سوف يصبح في يوم ما رئيسًا للوزراء. قالت له أن ذلك كان طموحًا مستحيلًا، خاصة بالنسبة لصبي يعيش في المراعي. عاشت أمه لترى عكس ذلك. زعم جون أن أول احتكاك له مع السياسة جاء في عام 1910، عندما باع صحيفة لرئيس الوزراء السير ويلفريد لوريير، في ساسكاتون، لوضع حجر الأساس لأول مبنىً في الجامعة. كان رئيسا الوزراء الحالي والمستقبلي يتحدثان سويًا، وعندما ألقى خطابه بعد ظهر ذلك اليوم، علق السير ويلفريد على الصبي بائع الصحف الذي أنهى حديثه قائلًا: «لا أستطيع أن أهدر المزيد من الوقت عليك يا رئيس الوزراء». تم التشكيك حول مصداقية ذلك اللقاء في القرن الحادي والعشرين، واقترح أحد المؤلفين أن تلك القصة من اختراع ديفينبيكر خلال حملته الانتخابية.
بعد تخرجه من المدرسة الثانوية في ساسكاتون، في عام 1912، التحق ديفينبيكر بجامعة ساسكاتشوان. حصل على درجة بكالوريوس الآداب عام 1915، ودرجة ماجستير الآداب في السنة التي تلتها.
تكلف ديفينبيكر برتبة ملازم في الكتيبة 196 (الجامعات الغربية)، قوة المشاة الكندية في شهر مايو من العام 1916. في شهر سبتمبر، كان ديفينبيكر جزءًا من فرقة مكونة من 300 ضابط مبتدئ تم إرسالهم إلى بريطانيا للتدريب قبل تعيينهم. ذكر ديفينبيكر في مذكراته أنه تعرض لضربة بالجاروف، وأن الضربة أسفرت في النهاية عن تسريحه من الخدمة. لا تتوافق مذكرات ديفينبيكر مع سجلاته الطبية العسكرية، التي لا تظهر أي رواية معاصرة لمثل هكذا إصابة، ويتوقع كاتب سيرته، دينيس سميث، أن أي إصابة لحقت به كانت نفسية جسمية.
بعد مغادرته العسكرية في عام 1917، عاد ديفينبيكر ساسكاتشوان حيث استأنف عمله كطالب في القانون. حصل على شهادة في القانون عام 1919، وهو أول طالب يحصل على ثلاث درجات من جامعة ساسكاتشوان. في 30 يونيو عام 1919، استدعته هيئة المحامين، وفي اليوم التالي، بدأ ممارسة مهنته في قرية واكاو، ساسكاتشوان.

## محامٍ ومرشح (1919 – 1940)

### أيام واكاو (1919 – 1924)
رغم أن عدد سكان واكاو كان لا يتجاوز 400 نسمة، إلا أنها كانت تتمركز منطقة مكتظة بالسكان من البلدات الريفية ولها محكمة محلية خاصة بها. كانت أيضًا سهلة الوصول إلى ساسكاتون، وبرينس ألبرت، وهامبلولت، وهي الأماكن التي تموضعت بها المحكمة العليا لمقاطعة ساسكاتشوان. كان معظم السكان المحليين من المهاجرين، ووجد ديفينبيكر من خلال بحثه أنهم موضع خصومة بشكل خاص. كان هناك محام واحد في المدينة مسبقًا، وكان السكان محبين له، حيث رفضوا في البداية تأجير مساحة مكتبية لديفينبيكر. أُجبر المحامي الجديد على استئجار مساحة فارغة وإقامة كوخ خشبي مكون من غرفتين.
فاز ديفينبيكر بقلوب السكان المحليين من خلال نجاحه؛ في عامه الأول في الممارسة العملية، حاول محاكمة 62 هيئة محلفين، وفاز بما يقرب من نصف قضاياه. نادرًا ما دعا شهود الدفاع، متجنبًا بذلك إمكانية رد شهود الطعن على الدعوى الحكومية، وتأمين بقاء الكلمة الاخيرة لنفسه. في أواخر عام 1920، انتُخب عضوُا في مجلس القرية لمدة ثلاث سنوات.
كان ديفينبيكر يقضي في كثير من الأحيان عطلة نهاية الأسبوع مع والديه في ساسكاتون. بينما كان هناك، بدأ التودد لأوليف فريمان، ابنة الكاهن المعمداني، ولكن في عام 1921، انتقلت مع عائلتها إلى براندون، مانيتوبا، وفقد الاثنان التواصل بينهما لأكثر من 20 عامًا. تقرب بعدها من بيث نويل، أمين صندوق في ساسكاتون، وبحلول عام 1922، أعلن الاثنان خطبتهما. إلا أنه في عام 1923، تم تشخيص نيويل بالسل، ما أدى إلى قطع ديفينبيكر علاقته بها. توفيت في السنة التالية. كان ديفينبيكر نفسه عرضة لنزيف داخلي، وربما كان يخشى انتقال المرض إليه. في أواخر عام 1923، قام بعملية في مايو كلينيك لعلاج قرحة معدية، لكن صحته بقيت غير مستقرة لعدة سنوات أخرى.
بعد أربع سنوات في واكاو، هيمن ديفينبيكر على الممارسة القانونية المحلية حتى أن منافسه غادر المدينة. في الأول من شهر مايو عام 1924، انتقل ديفينبيكر إلى برينس ألبرت، تاركًا شريكًا قانونيًا له مسؤولًا عنه في مكتب واكاو.

### سياسي طموح (1924 – 1929)
منذ عام 1905، عند دخول ساسكاتشوان إلى الاتحاد، كان الحزب الليبرالي مهيمنًا على الإقليم، الذي مارس آلات سياسية بالغة الفعالية. كان ديفينبيكر مولعًا بالقول في سنواته الأخيرة أن الحماية الوحيدة التي يتمتع بها من ينتمي للحزب المحافظ هي تلك التي توفرها قوانين الصيد.
كان ويليام والد ديفينبيكر ليبراليًا، ولكن جون ديفينبيكر وجد نفسه منجذبًا إلى الحزب المحافظ. كانت التجارة الحرة شائعة على نطاق واسع في مختلف أنحاء غرب كندا، ولكن ديفينبيكر كان مقتنعًا بموقف المحافظين الذي مفاده أن التجارة الحرة من شأنها أن تجعل كندا معتمدة اقتصاديًا على الولايات المتحدة. إلا أنه لم يتحدث علنًا عن سياساته. يذكر ديفينبيكر في مذكراته أنه انتُخب عام 1921 أمينًا لجمعية واكاو الليبرالية أثناء غيابه في ساسكاتون، وعاد ليجد سجلات الجمعية في مكتبه. سرعان ما أعادهم حينها إلى رئيس الجمعية. قال ديفينبيكر أيضًا أنه قيل له أنه إذا أصبح مرشحًا ليبراليًا، فإنه «لا يوجد منصب في المقاطعة لن يكون متاحًا له».
لم يكن حتى عام 1925 أن أعلن ديفينبيكر نفسه محافظًا، وهو العام الذي أجريت فيه انتخابات فيدرالية وأخرى في ساسكاتشوان. اقترح الصحفي والمؤرخ بيتر إس. نيومان، في تقريره الأكثر مبيعًا عن حياة ديفينبيكر، أن هذا الاختيار تم لأسباب عملية وليست سياسية، حيث لم تكن لدى ديفينبيكر فرصة كبيرة في إلحاق الهزيمة بالساسة المؤسسين وتأمين الترشيح الليبرالي إما لمجلس العموم أو الجمعية التشريعية. جرت انتخابات المقاطعات في أوائل شهر يونيو؛ وزعم الليبراليون في وقت لاحق أن ديفينبيكر ناضل من أجل حزبه في الانتخابات. في 19 يونيو، ألقى ديفينبيكر كلمة أمام لجنة منظمة من المحافظين، وفي السادس من أغسطس، تم ترشيحه كمرشح عن دائرة الأمير ألبيرت الإنتخابية الفيدرالية، وهي المنطقة التي خسر فيها آخر مرشح للحزب وديعته الانتخابية.

## روابط خارجية
- جون ديفنبيكر على موقع الموسوعة البريطانية (الإنجليزية)
- جون ديفنبيكر على موقع مونزينجر (الألمانية)
- جون ديفنبيكر على موقع إن إن دي بي (الإنجليزية)